# Metástasis
Metástasis é uma série de televisão produzida pela Sony Entertainment Television em parceria com a Teleset, exibida originalmente pela Unimás, canal de TV a cabo estadunidense voltado ao público latino. Totalmente baseada no texto de Vince Gilligan, Breaking Bad, narra a história de Walter Blanco (Diego Trujillo), um professor de química que descobre um câncer no pulmão e se vê obrigado a conseguir dinheiro para seu filho Walter Blanco Jr. (Diego Garzon) e sua esposa Cielo Blanco (Sandra Reyes). Com isso, decide fabricar metanfetamina com seu ex-aluno José Miguel Rosas (Roberto Urbina).

## Enredo
O professor de química do ensino médio, Walter Blanco é diagnosticado com um avançado e inoperável câncer de pulmão. Num passeio com o seu cunhado, o qual é um agente da narcóticos, Henry, Walter vê um ex-aluno dele, José Miguel Rosas, fugindo da cena de um laboratório de metanfetamina. Mais tarde, ele encontra José e inventa um plano para se tornarem parceiros na tentativa de combinar suas habilidades para fabricar e distribuir metanfetamina. Walter diz que quer dar estabilidade financeira à sua esposa grávida, Cielo e ao seu filho deficiente, e para pagar seu tratamento caro contra o câncer. Durante os primeiros dias de venda, Walter e José em Bogotá, se deparam com uma série de problemas com traficantes locais. Ele continua a produzir metanfetamina, apesar desses contratempos sob a alcunha 'Jaisenber'.

## Elenco
| Ator/Atriz                            | Personagem              |
| ------------------------------------- | ----------------------- |
| Diego Trujillo                        | Walter Blanco/Jaisenber |
| Roberto Urbina                        | José Miguel Rosas       |
| Sandra Reyes                          | Cielo Blanco            |
| Julián Arango                         | Henry Navarro           |
| Cony Camelo                           | María Navarro           |
| Diego Garzon                          | Walter Blanco Jr.       |
| Luis Eduardo Arango                   | Saul Bueno              |
| Julio Pachon                          | Gómez                   |
| Edgardo Roman                         | Mario Arboleda          |
| Manuel Gomez                          | Gustavo Cortes          |
| Jairo Ordoñez                         | "Tripaseca"             |
| Jorge Soto                            | "Peto"                  |
| Juan Carlos Messier                   | Ernesto Medina          |
| Diana Angel                           | Lidia Barrera           |
| Mauricio Cujar                        | Stewart                 |
| Alejandro Buitrago                    | Busquera                |
| Julieth Restrepo                      | Juana Maldonado         |
| Patricia Castaño                      | Carmen Molina           |
| Frank Ramirez                         | Hector Salamanca        |
| Matias Maldonado                      | Guido Bermudez          |
| Oscar Luis Medina e Luis Oscar Medina | Los Gemelos Salamanca   |
| Silvia de Dios                        | Marcela Negro           |
| Julio Sastoque                        | Bodgan                  |
| Ulises Gonzalez                       | "El Gordo"              |
| Damian Alcazar                        | Tuco Salamanca          |
| Julio Sanchez Coccaro                 | Diego Maldonado         |
| Santiago Bejarano                     | Guillermo Rosas         |
| Lucho Velazquez                       | Edgar Negro             |